# 亚运在中国
亚运在中国是中国中央电视台所制作的一部5集电视纪录片，于2010年制作。该片于2010年11月7日至11月11日，每晚21时在中国中央电视台体育频道播映。

## 节目内容
- 第一集：始于1990
- 第二集：亚运之星
- 第三集：
- 第四集：
- 第五集：